# 장두석
장두석(張斗碩, 1957년 9월 29일~2024년 7월 22일)은 대한민국의 희극 배우이다. 그는 1980년 TBC 제2회 개그콘테스트를 통해 데뷔하였으며, KBS2 유머 1번지, 쇼 비디오 자키 등 코미디 프로그램에서 이름을 알렸다.
그 외에도 연극 배우, 가수, 작사가, 방송인, 뮤지컬 배우 등으로도 활동하였다.

## 학력
- 한성고등학교 졸업
- 경희대학교 지리학과 졸업

## 데뷔
- 1980년 TBC 제2회 개그콘테스트
- 1981년 KBS 개그콘테스트 이적

## 경력
- 1986년 KBS 개그맨실 실장
- 1995년 오쇼쿠쉬밀 영상센타 대표
- 1998년 ~ 2024년 황금꽃 대표

## 출연작

### 방송
- 1981년 KBS《젊음의 행진》
- 1981년 KBS 《젊음의 행진》특집 쇼 여의도 에서 남이섬 까지
- 1981년 KBS《얄개시대》
- 1981년 KBS《젊음의 대축제》
- 1982년 KBS《젊은이의 토요일》
- 1982년 KBS《100분 쇼 조용필 과 위대한 탄생》
- 1982년 KBS《 100분 쇼 남진 편》
- 1982년 KBS《100분 KBS 대전 방송총국 개국기념 특집》
- 1983년 KBS《젊음의 행진》
- 1983년 KBS《젊음의 행진》특집 신나는 여름노래 모음 편
- 1987년 KBS《쇼 여러분》특집 용평 스키장
- 1987년 KBS《음악게임 도레미파》
- 1988년 KBS《쇼 특급》히트가요 이색대결
- 1988년 KBS《88 서울 올림픽 D-100일 특집》아이 러브 서울
- 1990년 KBS《추석특집 한가위 한마당 스타출동》
- 1990년 KBS《쇼 토요특급》
- 1991년 KBS《가족오락관》남성팀
- 1991년 KBS《코미디 청백전》
- 1991년 KBS《연예가 중계》
- 1992년 KBS《유쾌한 응접실》
- 1992년 KBS 《요리는 즐거워》진행
- 1993년 MBC《유쾌한 스튜디오》남성팀
- 1995년 KBS《코미디 1번지》로 3년만에 친정 KBS 코미디 프로그램 복귀
- 1983년~1992년 KBS 《유머 1번지》 - 아르바이트 백과, 물장수, 장미빛 인생, 부채도사, 감초맨.
- 1987년~1991년 KBS 《쇼 비디오 자키》 - 시커먼스, 니캉내캉
- 1991년~1992년 KBS 《한바탕 웃음으로》- 놓치기 싫어요
- 1996년 SBS 《웃으며 삽시다》- 꼬부랑 부자
- 1981년 부터 1996년 까지 15간 kbs mbc sbs 코미디 프로그램 마다 승승장구 하던 개그맨 장두석 97년 결국 개그맨 에서 벗어나 명상 즉 명상가 로 변신

### 영화
- 1991년 슈퍼 홍길동 5 - 부채 도사와 홍길동 (주연 - 부채 도사 역)

### 라디오
- 1991년 sbs am Radio 장두석의 즐거운 노래방
- 1991년 mbc radio 정오의 희망곡 길은정 입니다
- 1991년 ~ 1993년 장두석의 청춘 데이트 (1991년 05월2일 06월03일 07월29일 08월05일 1992년 02월14일 04월27일 06월22일 08월31일 1993년 02월05일 04월02일 04월16일 까지 진행)

## 앨범
- 1988년 시커먼스 (장두석, 이봉원)
- 1990년 장두석
- 1990년 사랑한다해도/자존심
- 2007년 오늘 밤에 (Tonight)
- 2009년 Choice
- 2010년 부채도사 (Club Ver.) (Single)
- 2012년 장두석 On
- 2013년 장두석 히스토리 (History)

## CF 출연작
- 1983년 한국콘티넨탈식품 콘티단팥빵
- 1983년 보령제약 용각산 - 남궁옥분과 함께 출연.
- 1984년 롯데제과 까미로, 쵸이스비스켓 - 채시라와 함께 출연.
- 1984년 롯데제과 코코아 파이 - 김형곤과 함께 출연(미국 서부시대 주점을 배경으로 촬영).
- 1985년 롯데제과 팥빙고 - 춘향전
- 1985년 가위바위보 - 결투장면
- 1986년 삼미우동 - 삼삼해요
- 1986년 삼양식품 삼양라면 - 최양락과 함께 출연.
- 1986년 롯데햄 고기만두 - 양미경과 함께 출연.
- 1987년 농심 사발면 - 구봉서와 함께 출연.
- 1990년 샤니 밤꼬밤꼬 - "쇼 비디오 쟈키 - 시커먼스" 팀으로 출연.
- 1991년 롯데삼강(현 롯데푸드) 아이스키스.
- 1992년 장원 쇠고기 부페

## 수상
- 1989년 KBS 코미디대상 최우수상

## 가족
- 형제자매: 형 1명, 누이동생 1명, 남동생 1명